# Pugieu
Pugieu és un antic municipi francès situat al departament de l'Ain i a la regió d'Alvèrnia-Roine-Alps. L'any 2007 tenia 135 habitants. L'1 de gener de 2017, Pugieu es va fusionar amb Chazey-Bons.

## Demografia

### Població
El 2007 la població de fet de Pugieu era de 135 persones. Hi havia 55 famílies de les quals 17 eren unipersonals (13 homes vivint sols i 4 dones vivint soles), 21 parelles sense fills, 13 parelles amb fills i 4 famílies monoparentals amb fills.
La població ha evolucionat segons el següent gràfic:
Habitants censats

### Habitatges
El 2007 hi havia 85 habitatges, 61 eren l'habitatge principal de la família, 20 eren segones residències i 4 estaven desocupats. 79 eren cases i 6 eren apartaments. Dels 61 habitatges principals, 44 estaven ocupats pels seus propietaris, 16 estaven llogats i ocupats pels llogaters i 1 estava cedit a títol gratuït; 1 tenia dues cambres, 11 en tenien tres, 12 en tenien quatre i 38 en tenien cinc o més. 45 habitatges disposaven pel capbaix d'una plaça de pàrquing. A 30 habitatges hi havia un automòbil i a 29 n'hi havia dos o més.

### Piràmide de població
La piràmide de població per edats i sexe el 2009 era:
| Homes | Edats   | Dones |
| ----- | ------- | ----- |
| 0     | 95 o +  | 0     |
| 0     | 90 a 94 | 0     |
| 0     | 85 a 89 | 0     |
| 0     | 80 a 84 | 4     |
| 0     | 75 a 79 | 4     |
| 4     | 70 a 74 | 4     |
| 8     | 65 a 69 | 8     |
| 0     | 60 a 64 | 8     |
| 0     | 55 a 59 | 0     |
| 0     | 50 a 54 | 0     |
| 8     | 45 a 49 | 4     |
| 12    | 40 a 44 | 4     |
| 4     | 35 a 39 | 0     |
| 0     | 30 a 34 | 16    |
| 8     | 25 a 29 | 4     |
| 0     | 20 a 24 | 4     |
| 4     | 15 a 19 | 0     |
| 8     | 10 a 14 | 4     |
| 0     | 5 a 9   | 4     |
| 4     | 0 a 4   | 0     |

## Economia
El 2007 la població en edat de treballar era de 89 persones, 72 eren actives i 17 eren inactives. De les 72 persones actives 67 estaven ocupades (42 homes i 25 dones) i 5 estaven aturades (2 homes i 3 dones). De les 17 persones inactives 8 estaven jubilades, 1 estava estudiant i 8 estaven classificades com a «altres inactius».

### Ingressos
El 2009 a Pugieu hi havia 63 unitats fiscals que integraven 161 persones, la mediana anual d'ingressos fiscals per persona era de 18.301 €.

### Activitats econòmiques
Dels 12 establiments que hi havia el 2007, 1 era d'una empresa extractiva, 1 d'una empresa de construcció, 1 d'una empresa de transport, 3 d'empreses d'hostatgeria i restauració, 1 d'una empresa financera, 1 d'una empresa immobiliària i 4 d'empreses de serveis.
Dels 3 establiments de servei als particulars que hi havia el 2009, 1 era una lampisteria, 1 restaurant i 1 agència immobiliària.
L'any 2000 a Pugieu hi havia 7 explotacions agrícoles.

## Poblacions més properes
El següent diagrama mostra les poblacions més properes.